# Дионисий Дзавурис
Дионисий (на гръцки: Διονύσιος) е гръцки православен духовник, епископ на Вселенската патриаршия.

## Биография
Дионисий е роден със светското име Дзавурис (Τζαβούρης) е роден в село Ипсила на Андрос. В 1795 година става монах в манастира „Свети Николай“ в Сора, Андрос. Служи като дякон на митрополит Йоаникий Бурсенски (1807 - 1817), когото последва в 1817 година в Търново и служи като протосингел на Търновската митрополия.
През март 1827 година той е назначен за местоблюстител на Ловчанската епископия, подчинена на Търновската митрополия. През юли 1827 година е ръкоположен за епископ на Ловеч. Ръкополагането е извършено от митрополит Антим Белградски, подкрепен от епископите Теоклит Червенски и Антим Преславски. В Ловеч Дионисий се опитма да замени църковнославянските богослужебни книги с гръцки. В Пирдоп скрива славянските ръкописи в подземна стая в училището.
Умира в 1845 година.